# Aktè
Ne doit pas être confondu avec Mont Athos ou République monastique du Mont-Athos.
L'Aktè, Actée ou péninsule d'Athos, en grec Ακτή et Χερσόνησος του Άθω, est une péninsule de Grèce s'avançant en mer Égée. Avec celles de Cassandre et Sithonie, elle est l'une des trois péninsules situées à l'extrémité de la Chalcidique.
Montagneuse, l'Aktè a pour point culminant le mont Athos avec 2 030 mètres d'altitude et son extrémité est formée par le cap Akhratos. Elle est en majorité incluse dans le territoire de la République monastique du mont Athos et pour une petite partie dans celui de la municipalité de Stagira-Akanthos. Elle est baignée par le golfe Singitique au sud-ouest où se trouve l'île d'Ammoulianí ainsi que par la mer de Thrace au nord-est et notamment le golfe de Ierissos au nord délimité par le cap Arapis, toutes ces étendues d'eau faisant partie de la mer Égée.

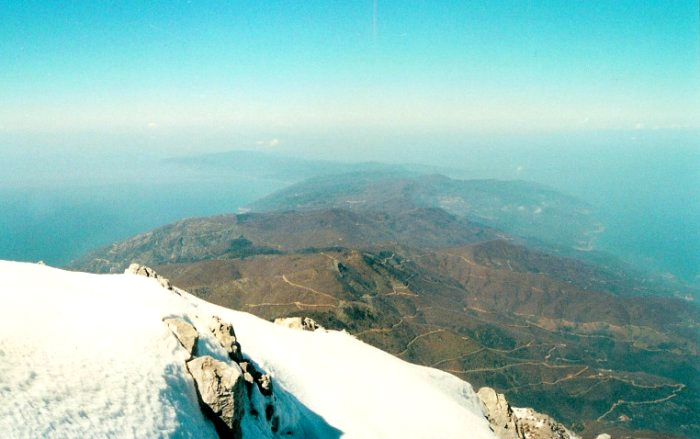
L'Aktè vue depuis le sommet du mont Athos.